# Cymodoce excavans
Cymodoce excavans is een pissebed uit de familie Sphaeromatidae. De wetenschappelijke naam van de soort is voor het eerst geldig gepubliceerd in 1920 door Barnard.